# Valle del Guamuez
Valle del Guamuez ist eine Gemeinde (municipio) im Departamento Putumayo in Kolumbien. Der Hauptort der Gemeinde (Cabecera Municipal) ist auch unter dem Namen La Hormiga bekannt.

## Geographie
Valle del Guamuez liegt im Südwesten Kolumbiens in Putumayo, auf einer Höhe von 280 m ü. NN. Die Gemeinde grenzt im Süden an San Miguel und an die Provinz Sucumbíos in Ecuador, im Norden an Orito, im Osten an Puerto Asís und im Westen an Ipiales im Departamento de Nariño.

## Bevölkerung
Die Gemeinde Valle del Guamuez hat 54.237 Einwohner, von denen 20.957 im Hauptort La Hormiga leben (Stand: 2019).

## Geschichte
Die moderne Besiedlung des Gebietes des heutigen Valle del Guamuez ist besonders zurückzuführen auf die Suche nach Naturkautschuk, aber auch nach Gold, Erdöl und Holz. Kautschukfirmen waren zwischen 1910 und 1940 vor Ort tätig. Die Siedlung La Hormiga wurde 1953 von Emiliano Ospina Rincón gegründet. Seit 1985 hat Valle del Guamuez den Status einer Gemeinde.

## Wirtschaft
Die wichtigsten Wirtschaftszweige von Valle del Guamuez sind heute Landwirtschaft, Rinderproduktion und Fischerei. Zudem gibt es Holzwirtschaft und Erdölgewinnung.